# Keutapang (Krueng Sabee)
Keutapang is een bestuurslaag in het regentschap Aceh Jaya van de provincie Atjeh, Indonesië. Keutapang telt 1616 inwoners (volkstelling 2010).